# 스바토플루크

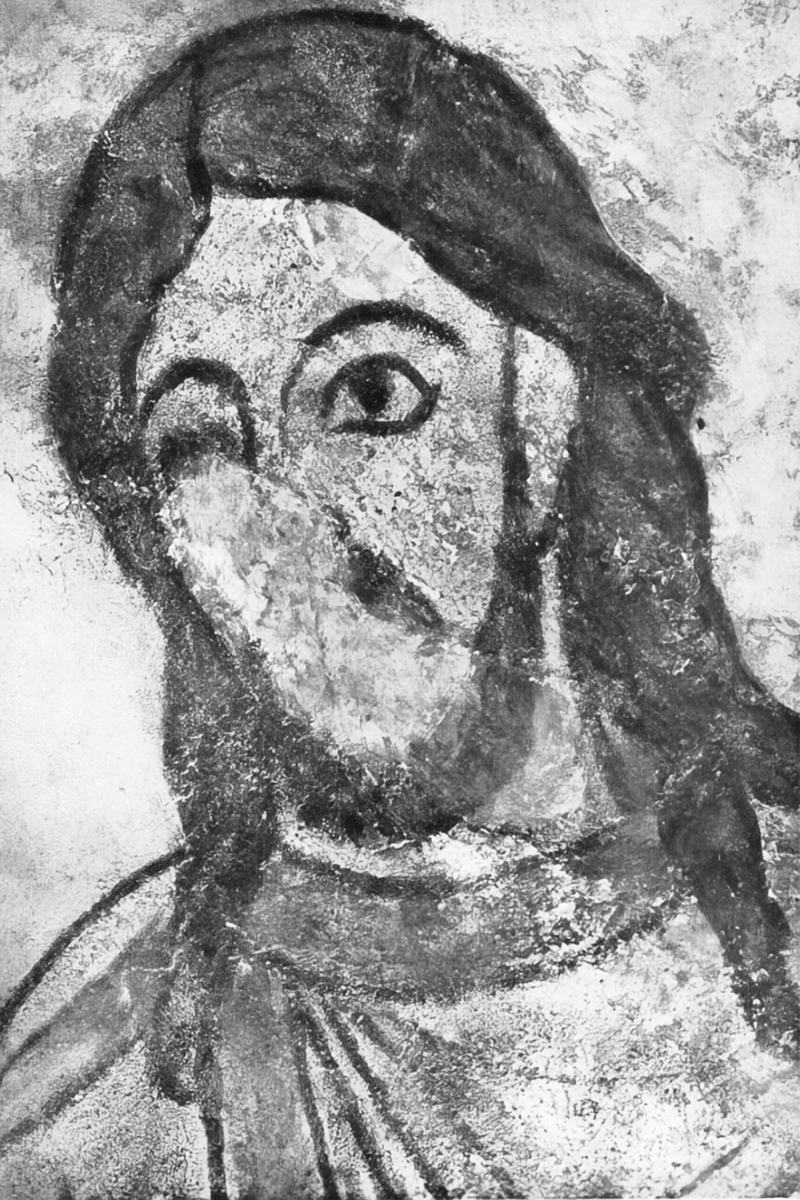
스바토플루크

스바토플루크(체코어: Svatopluk) 또는 올로모우츠의 스바토플루크(체코어: Svatopluk Olomoucký 스바토플루크 올로모우츠키[*], 1075년경 ~ 1109년 9월 21일)는 보헤미아의 공작(재위: 1107년 ~ 1109년)이다.

## 생애
올로모우츠의 공작인 오타 1세(Ota I.)의 아들로 태어났다. 그의 어머니는 헝가리의 국왕인 벨러 1세의 딸인 에우페미어(Eufémia)이다. 1091년부터 1107년까지 올로모우츠 공작을 역임했다.
1107년 보르지보이 2세의 동생인 블라디슬라프 1세가 반란을 일으키면서 스바토플루크가 프라하를 접수했다. 보르지보이 2세는 스바토플루크에 의해 체포되었지만 신성 로마 제국의 황제였던 하인리히 5세의 도움으로 석방되었다.
1108년에는 하인리히 5세와 함께 헝가리를 침공했다. 이에 폴란드의 공작인 볼레스와프 3세의 지원을 받은 보르지보이 2세는 헝가리의 국왕인 칼만과의 동맹 관계를 수립하면서 스바토플루크, 하인리히 5세가 이끄는 군대를 공격했다. 1109년 9월 21일 폴란드 그워구프에서 보헤미아의 귀족인 브르쇼프치(Vršovci) 가문에 의해 암살당했다.
| 전임 보르지보이 2세 | 보헤미아의 공작 1107년 ~ 1109년 | 후임 블라디슬라프 1세 |